# Parc national de Lobéké
Le parc national de Lobéké, principalement constitué de forêt équatoriale, fait partie du bassin du Congo à l’extrême sud-est du Cameroun. Il couvre une superficie de 217 854 ha (2 178,5 km2). Le parc s’inscrit dans le cadre de l’initiative de conservation transfrontalière, connue sous le nom de Trinational de la Sangha (TNS). C’est un paysage prioritaire de conservation de la biodiversité qui regroupe, en plus du parc national de Lobéké, la réserve spéciale de Dzanga-Sangha (RCA) et le parc national de Nouabalé-Ndoki (Congo-Brazzaville). Lobéké dispose d’un réseau de clairières marécageuses en particulier sur le flanc oriental du parc.

## Aménagement
Le parc est créé en avril 2001.

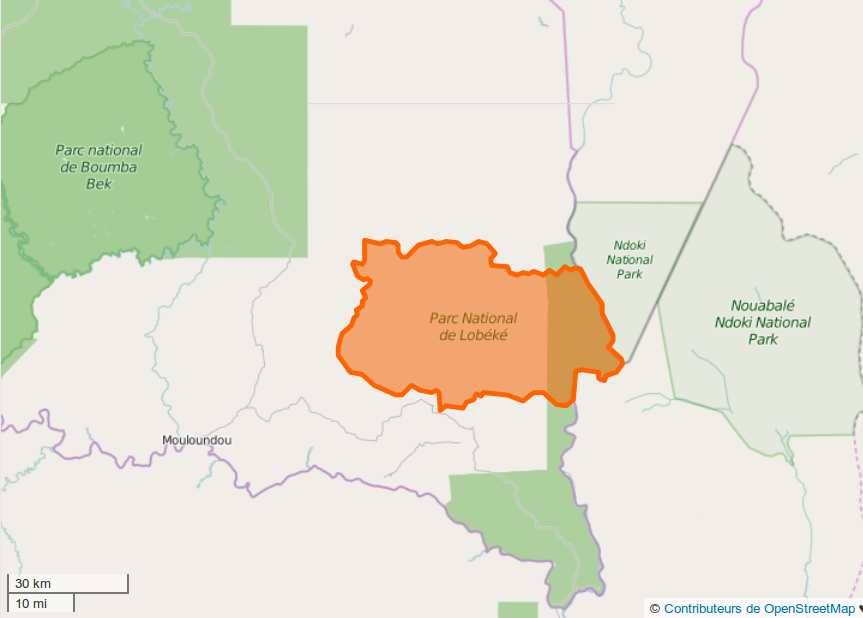

En 2011, un plan d'aménagement de 800 millions de francs CFA a été adopté en faveur du PNL et le programme qui s'achève en 2012 devrait permettre de transformer Lobéké en destination touristique au même titre que Waza.
En 2012, Albert Mounga Abana est conservateur du parc de Lobéké.

## Biodiversité
Le PNL dispose d’une biodiversité variée et très riche en ressources fauniques et floristiques.
- 45 espèces de mammifères,
- 305 espèces d’oiseaux,
- 18 espèces de reptiles,
- 16 espèces d’amphibiens,
- 134 espèces de poissons,
- 215 espèces de papillons,
- 764 espèces de plantes appartenant à 102 familles.

Plusieurs de ces espèces sont endémiques et le parc possède l'une des plus fortes concentrations d'éléphants et gorilles d'Afrique.

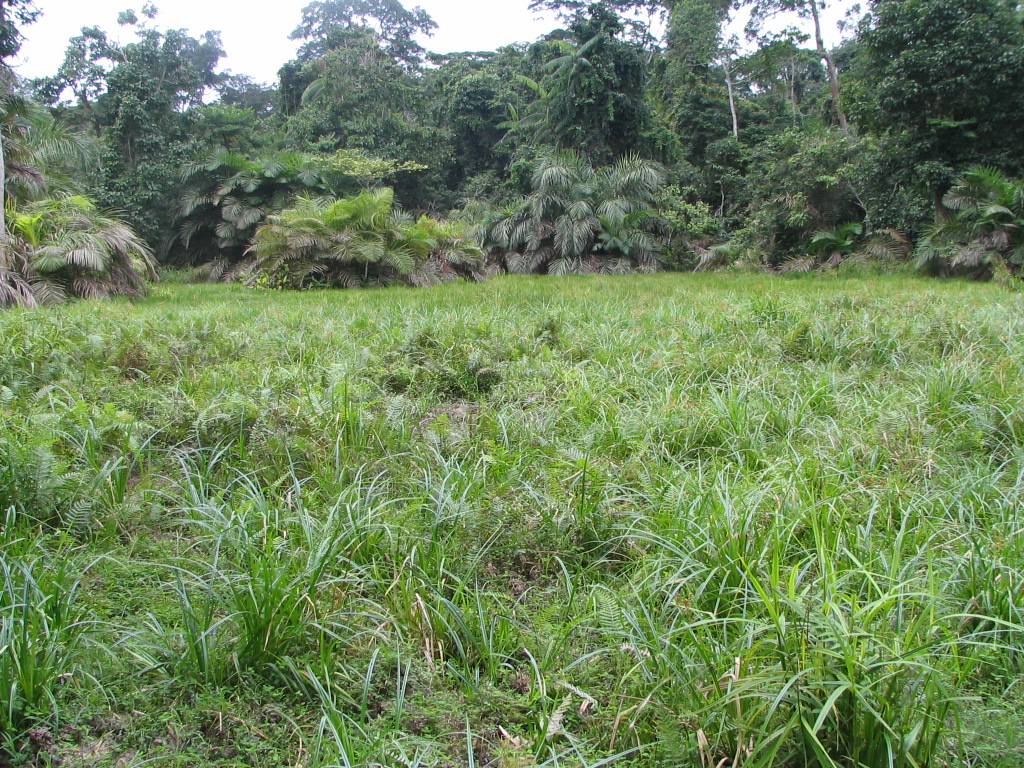
Une des nombreuses clairières du PNL.
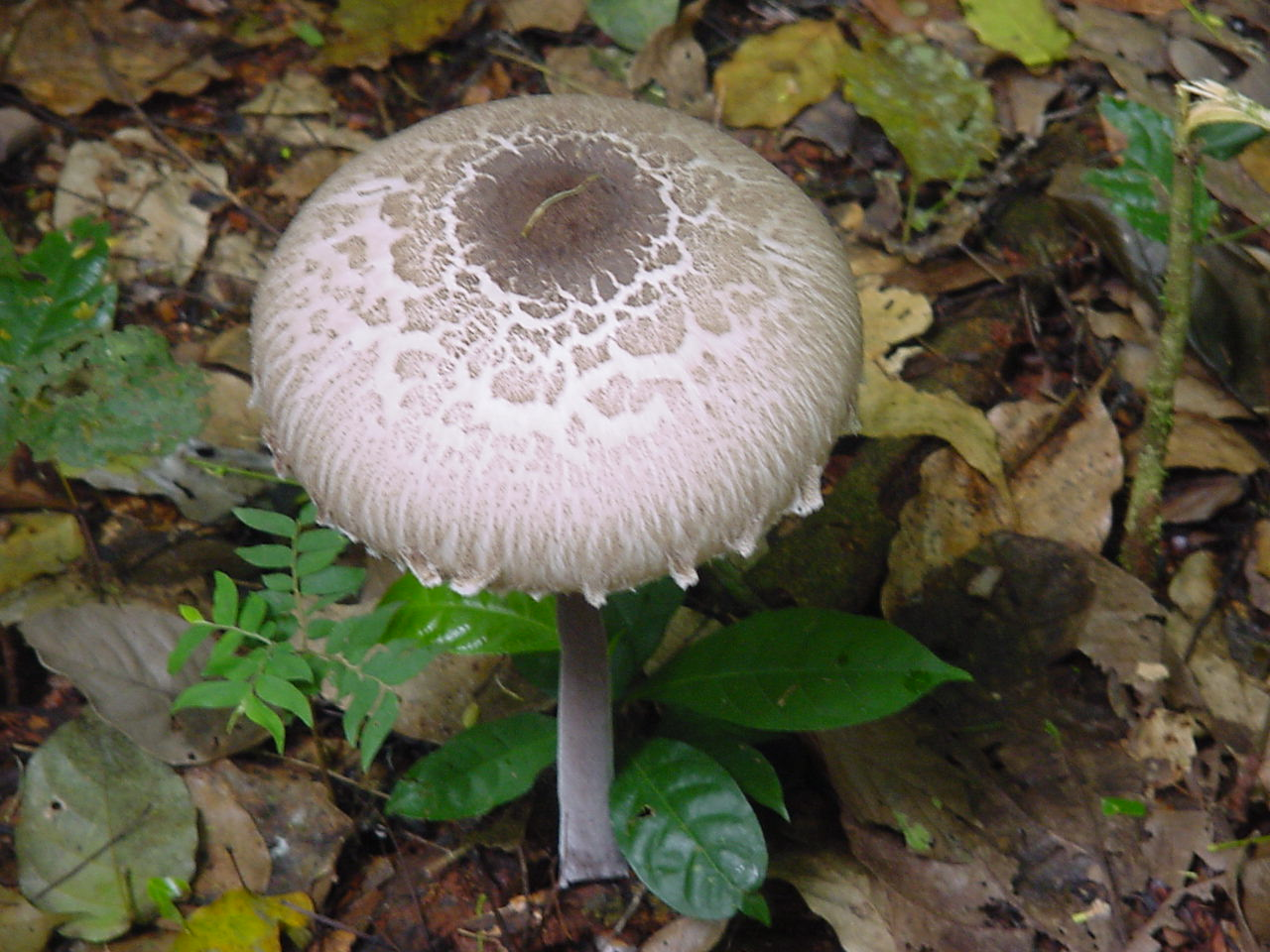
Champignon.
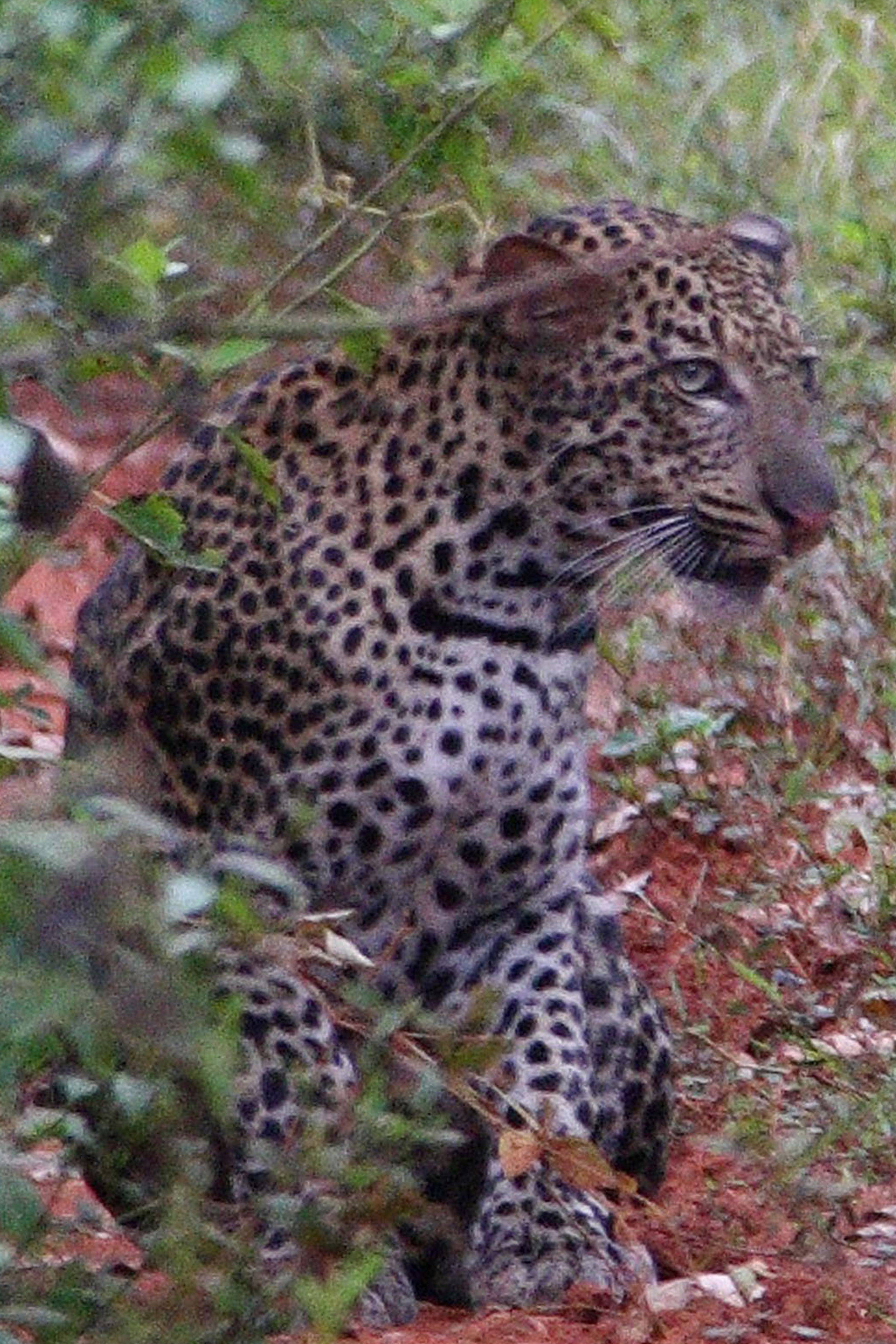
Panthère.
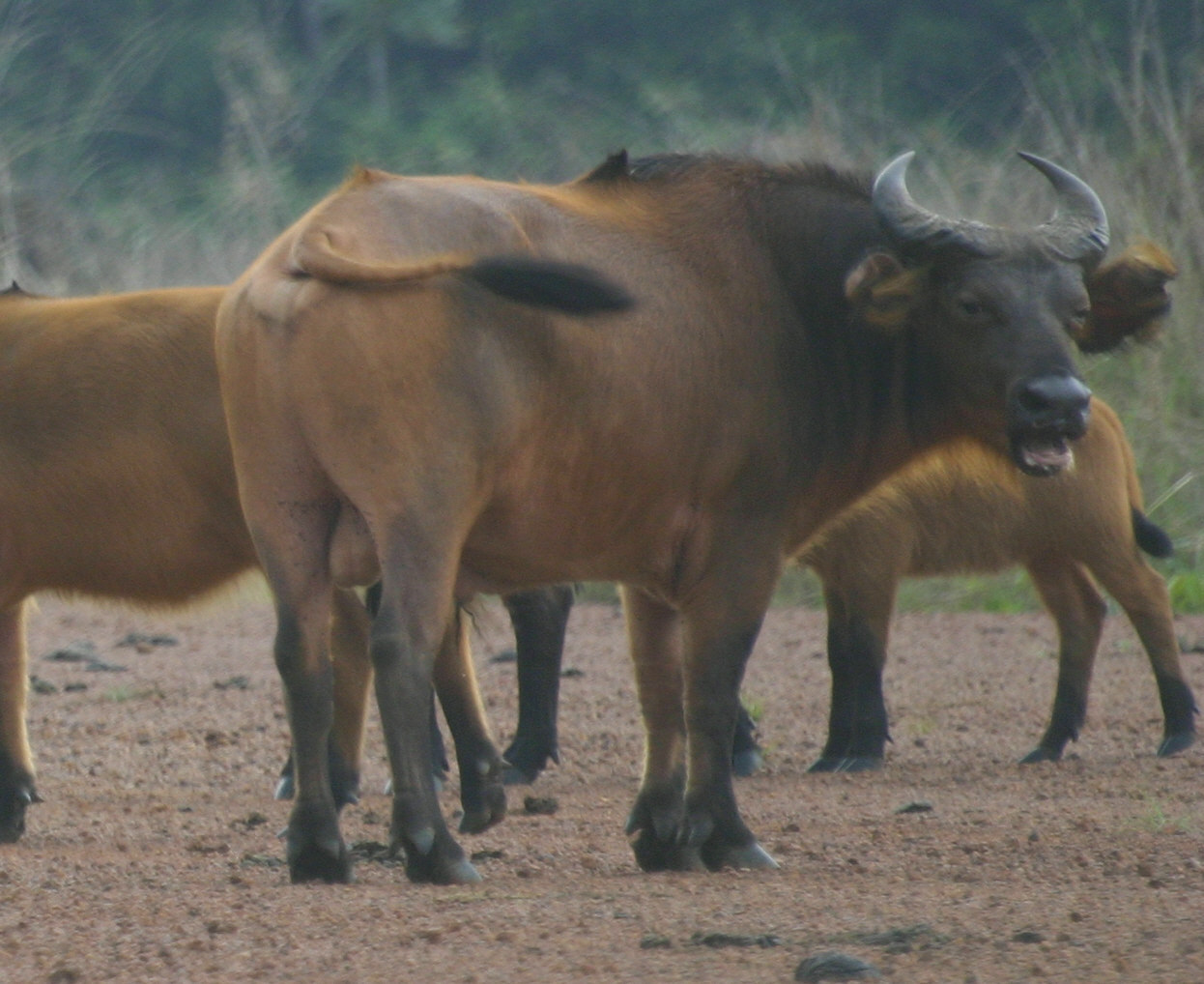
Buffle.
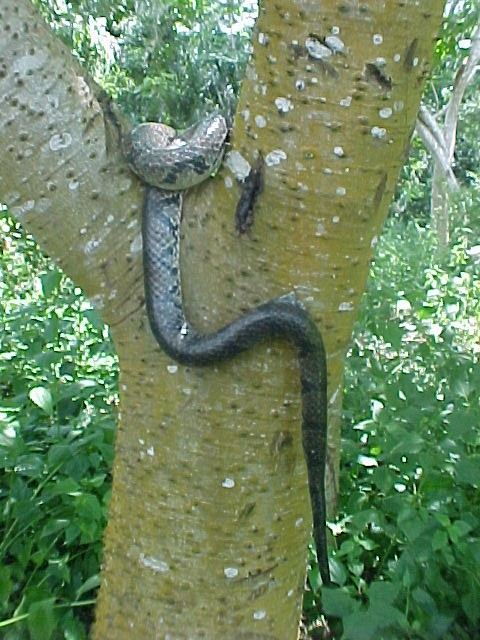
Vipère.

## Activités humaines

### Tourisme
Qu'il s'agisse du tourisme vert, ou de l'ethno-tourisme, le parc national de Lobéké ne manque pas d'attrait ; on peut ainsi citer : 
- les clairières Bolo, Djangui, Ndangaye,  Ngoa, de Djaloumbe et Petite Savane où des miradors ont été construits pour observer les nombreux oiseaux, gorilles et autres mammifères dont c'est le royaume ;
- les rivières poissonneuses ;
- les fêtes traditionnelles Baka ;
- l'artisanat local.

Le parc national de Lobéké a fait l'objet de nombreux investissements pour le convertir en site éco-touristique. On peut ainsi trouver des bases vies avec des bungalows aménagés, et des guides formés pour promener les touristes dans la forêt et même internet et le réseau GSM. En 2011 le nombre de touristes est ainsi passé du simple au double (environ 111 touristes). Ce chiffre reste loin des attentes de ses gestionnaires.

### Braconnage
En raison de cette richesse faunique le parc est un terrain de chasse apprécié des braconniers, ceux-ci organisent de véritables expéditions et sont lourdement armés. 
En 2011, un éco-garde a payé de sa vie la lutte contre le braconnage. Le crime qualifié "d'odieux" s'est produit alors qu'avec ses collègues, il était à la recherche de gorilles à la frontière avec la RCA.

### Relation avec les Bakas
L'ONG Survival International a déposé une plainte, en 2016 auprès de l'OCDE, contre le WWF , qui cogère le parc, entre autres sur la base d'accusations porté par les Bakas contre les éco-gardes formés par le WWF. La plainte portait sur le financement de violation des droits de l'homme. Elle a été retirée en septembre 2017 après des pourparlers entre les deux ONG à Berne au siège de l'OCDE.